# Dacia ripensis
Die römische Provinz Dacia ripensis („Ufer-Dakien“) wurde eingerichtet, nachdem Kaiser Aurelian die Provinz Dakien aufgegeben hatte. Hauptstadt von Dacia ripensis wurde Ratiaria an der Donau. Die Provinz, die aus einem Teil der früheren Provinz Moesia superior bestand, erstreckte sich von Cuppae (heute Golubac, Serbien) bis zum Fluss Utus (heute Vid-Fluss – bulgarisch Вит) und westwärts bis zum westlichen Teil des Balkangebirges. Der Vid-Fluss fließt aus dem Balkangebirge kommend nahe der bulgarischen Stadt Somwit (bulg. Сомовит) in die Donau.